# Bjurholm (gemeente)
Bjurholm is een Zweedse gemeente in Ångermanland. De gemeente behoort tot de provincie Västerbottens län. Ze heeft een totale oppervlakte van 1372,4 km² en telde 2588 inwoners in 2004.

## Plaatsen
| # | Plaats            | Inwoneraantal (2005) |
| - | ----------------- | -------------------- |
| 1 | Bjurholm (plaats) | 987                  |
| 2 | Agnäs             | 134                  |
| 3 | Balsjö            | 84                   |
| 4 | Karlsbäck         | 53                   |

Bjurholm ·
Dorotea ·
Lycksele ·
Malå ·
Nordmaling ·
Norsjö ·
Robertsfors ·
Skellefteå ·
Sorsele ·
Storuman ·
Umeå ·
Vilhelmina ·
Vindeln ·
Vännäs ·
Åsele